# Weselne przeznaczenie
Weselne przeznaczenie (ang. Destination Wedding) – amerykańska komedia romantyczna z 2018 roku w reżyserii Victora Levina, wyprodukowany przez wytwórnię Regatta. Główne role w filmie zagrali Winona Ryder i Keanu Reeves.

## Fabuła
Film opisuje historię dwojga ludzi – Lindsay (Winona Ryder) i Franka (Keanu Reeves), którzy przypadkowo wpadają na siebie podczas podróży do Kalifornii. Oboje zmierzają na ślub znajomego. Wspólna wyprawa będzie dla nich torturą ze względu na różnice charakterów.

## Obsada
- Keanu Reeves jako Frank
- Winona Ryder jako Lindsay
- DJ Dallenbach jako panna młoda
- Greg Lucey jako ojczym Franka
- D. Rosh Wright jako matka Franka
- Ted Dubost jako pan młody

## Odbiór

### Krytyka
Film Weselne przeznaczenie spotkał się z mieszaną reakcją krytyków. W serwisie Rotten Tomatoes 53% z osiemdziesięciu recenzji filmu jest pozytywne (średnia ocen wyniosła 5,37 na 10). Na portalu Metacritic średnia ocen z 23 recenzji wyniosła 46 punktów na 100.